# Osiedle Wilda

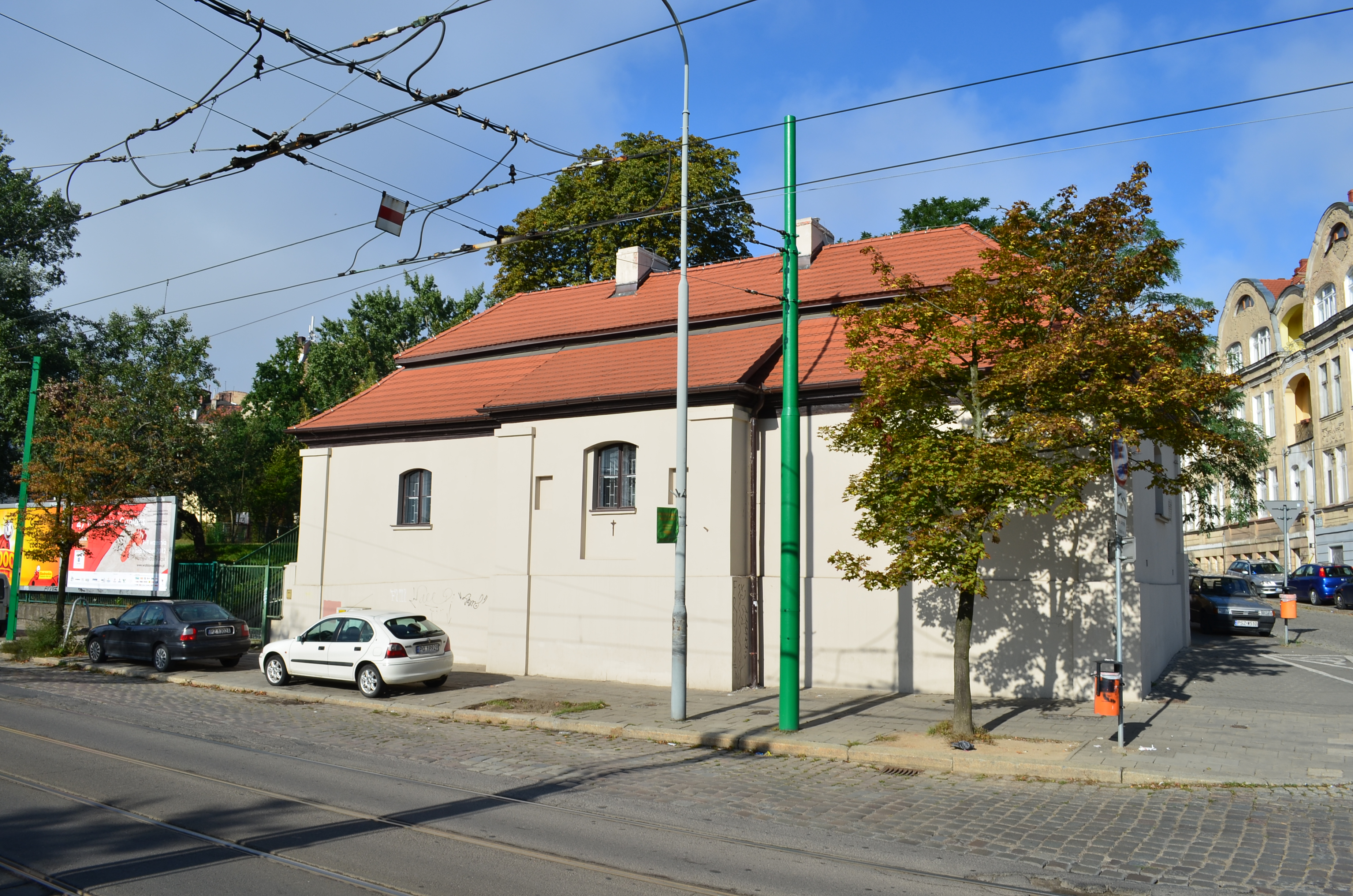
Leprozorium szpitala św. Łazarza na narożniku ulicy Górna Wilda i Niedziałkowskiego (2012)

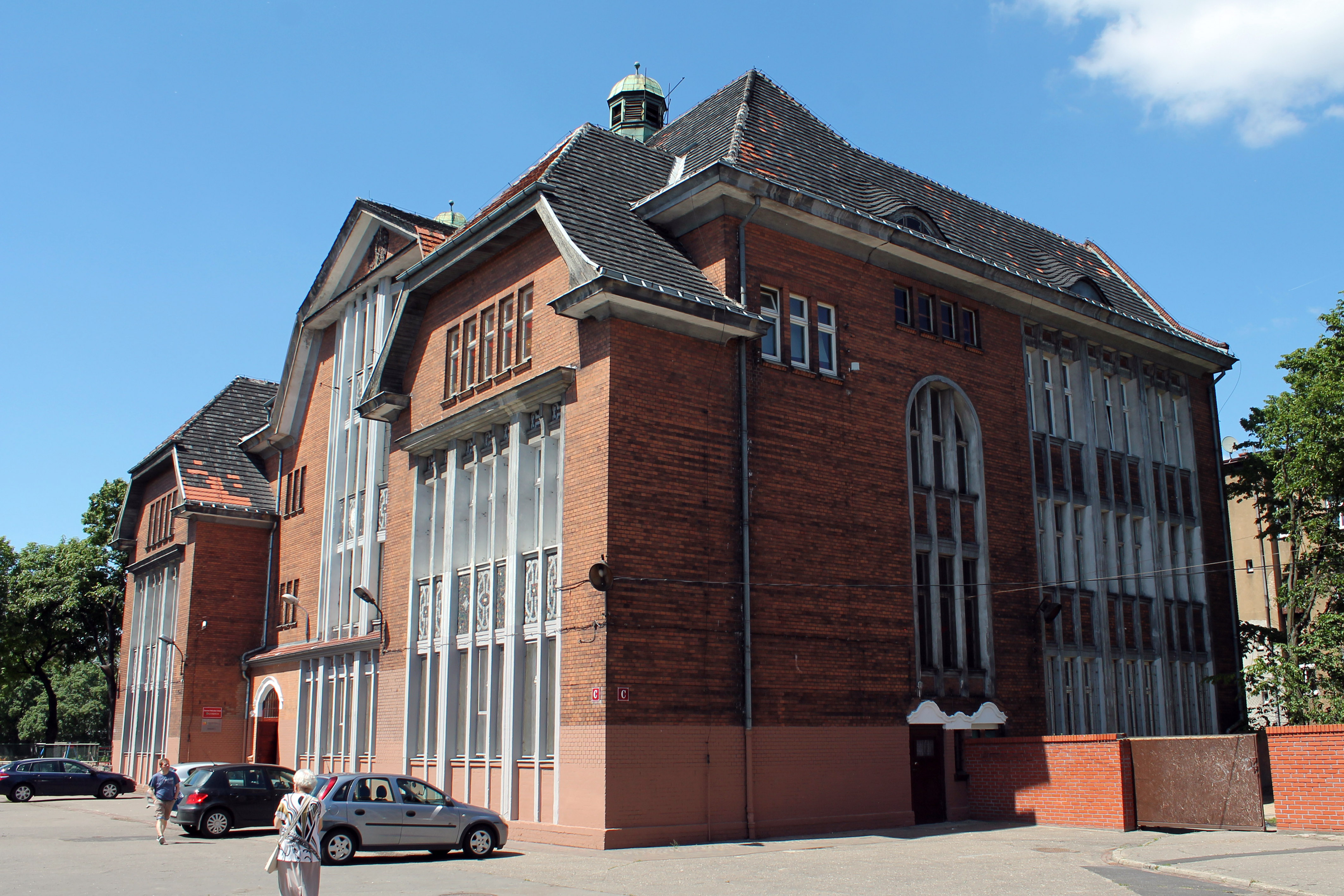
Szkoła Podstawowa nr 25 na ulicy Prądzyńskiego 53, siedziba Rady Osiedla Wilda (2014)

Osiedle Wilda – osiedle administracyjne Poznania (od 1 stycznia 2011), obejmujące teren w centralnej części miasta.

## Położenie
Od północy granicę osiedla stanowią ulice: Stanisława Matyi i Królowej Jadwigi, od zachodu trasa linii kolejowej nr 271, od południa trasa linii kolejowej nr 272, od wschodu nurt rzeki Warty.

## Podział
Podział w Systemie Informacji Miejskiej
Według Systemu Informacji Miejskiej Osiedle Wilda jest podzielone na dwie jednostki obszarowe:
- Wilda
- Łęgi Dębińskie

## Ważniejsze miejsca i zabytki
- zabytkowe budynki szkolne
  - Szkoła podstawowa nr 25 (ul. Prądzyńskiego 53)
  - Szkoła przy ulicy Różanej (ul. Różana 1/3)
  - Szkoła gminna na Wildzie (Plac Marii Skłodowskiej-Curie 1)
  - Rektorat Politechniki Poznańskiej (Plac Marii Skłodowskiej-Curie 5)
- Dzieciniec pod Słońcem (ul. Bielniki)
- Cmentarz Bożego Ciała (ul. Bluszczowa 14)
- Dom Starców na Wildzie (Plac Marii Skłodowskiej-Curie 2)
- Willa Bajerleina (ul. Różana 13)
- Willa Brunona Herrmanna (ul. 28 Czerwca 1956 nr 188)
- Kamienica pod Koroną (ul. Górna Wilda 107)
- Łaźnia miejska na Wildzie (ul. Przemysłowa 62)
- Leprozorium św. Łazarza (ul. Niedziałkowskiego 30)
- Młyn Hermanka (ul. Fabryczna 22/23)
- V Liceum Ogólnokształcące im. Klaudyny Potockiej (ul. Zmartwychwstańców 10)
- Collegium Marianum (ul. Różana 17)
- Pływalnia przy ulicy Jana Spychalskiego w Poznaniu (ul. Spychalskiego 34[a])
- Akademia Wychowania Fizycznego im. Eugeniusza Piaseckiego (ul. Królowej Jadwigi 27/39)
- Stadion przy Drodze Dębińskiej (ul. Droga Dębińska 12)
- Park Izabeli i Jarogniewa Drwęskich (dawniej Park Lubuski)
- Urząd Pracy (ul. Czarnieckiego 9)
- kościoły i świątynie
  - rzymskokatolickie
    - Kościół Maryi Królowej
    - Kościół Zmartwychwstania Pańskiego

  - innych wyznań
    - Kaplica II Zboru Chrześcijan Baptystów „Koinonia” (ul. Przemysłowa 48a)

## Siedziba Rady Osiedla
Adres rady osiedla
Szkoła Podstawowa nr 25 z Oddziałami Integracyjnymi i Specjalnymi, ul. Prądzyńskigo 53.

## Komunikacja
Osiedle obsługują autobusy MPK Poznań linii 171, 176 oraz linia nocna 215.